# Benjamin Vulliamy
Pour les articles homonymes, voir Vulliamy.
Benjamin Vulliamy (1747-1811) est un horloger anglais connu pour avoir construit la « Regulator clock », une pendule qui fut le régulateur temporel officiel de Londres entre 1780 et 1884.

## Biographie
Benjamin Vulliamy est le fils de Justin Vulliamy, un horloger d'origine suisse, qui déménagea à Londres autour de 1730. Justin devint l'associé de Benjamin Gray, un horloger établi à Pall Mall, et épousa Mary, fille de Gray, avec qui il eut Benjamin. Justin succéda à  son beau-père et en 1780, son fils Benjamin entra dans la compagnie (« Vulliamy & Son »). Père et fils travaillèrent ensemble jusqu'à la mort de Justin, le 1er décembre 1797.

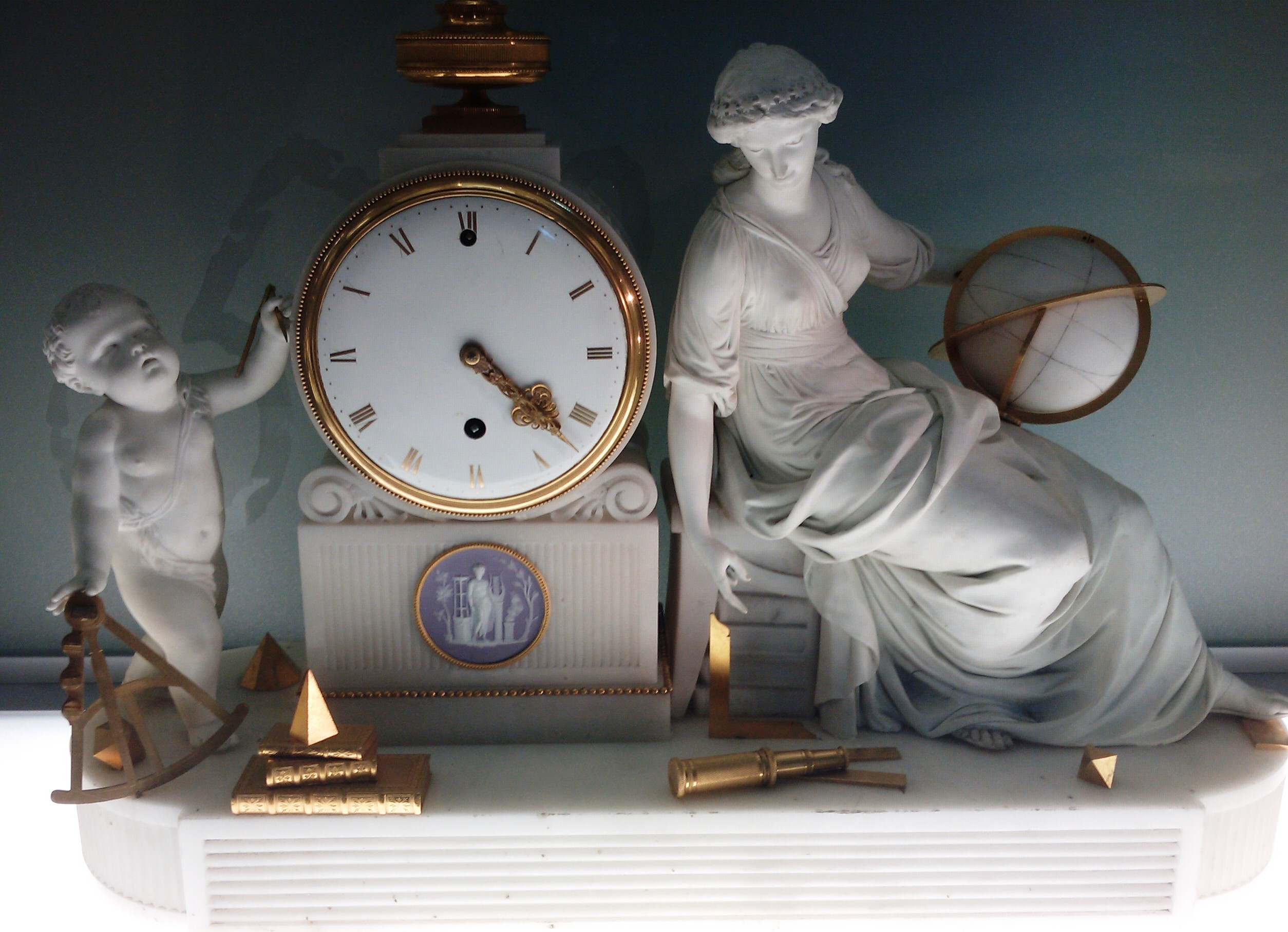
Un mouvement Vulliamy combiné avec une porcelaine de Derby, à présent conservée au Derby Museum

Dès son plus jeune âge, Vulliamy montra une certaine volonté de suivre les traces de son père. À l'âge adulte, Benjamin Vulliamy commence à gagner une réputation comme constructeur de pendules de cheminée, ou d'horloges décoratives ornant les halls de grandes sociétés ; certaines se trouvent aujourd'hui exposées au Derby Museum and Art Gallery. Son talent lui fait gagner en 1773 le Royal Warrant, qui lui permet de recevoir une pension de 150 £ par an en tant qu'Horloger du Roi George III (il existait une distinction similaire appelée Royal Watchmaker tenue à l'époque par George Lindsay). Le roi, qui était un passionné de montres et d'appareils mécaniques, fut le mécène de Justin Vulliamy, mais seul Benjamin reçut ce titre honorifique.
En 1780, on lui commande la construction de la Regulator Clock, la principale horloge de l'Observatoire de Kew, qui servit de Premier méridien et fut responsable de l'heure officielle de Londres jusqu'en 1884, lorsque l'Observatoire royal de Greenwich en prit la responsabilité.
En 1780, Benjamin Lewis Vulliamy (en) fut le dernier Vulliamy à se consacrer à l'entreprise familiale. Aucun de ses descendants ne reprit le flambeau, bien que son fils Lewis Vulliamy (en) fût un célèbre architecte.

### Les horloges Vulliamy
Les horloges Vulliamy étaient, pour l'époque, d'une valeur considérable, représentant l'apogée de l'horlogerie. Une horloge de Vulliamy fut présentée à l'empereur chinois par une mission diplomatique à Pékin en 1793. Les horloges de Vulliamy étaient souvent ornées de fines représentations de porcelaine afin de combiner la science et l'art. Le design d'ensemble était réalisé par Vulliamy, mais celui-ci employait des sculpteurs renommés comme John Deare (en) pour créer les figures de porcelaine. La famille Vulliamy utilisa de la porcelaine produite à la Royal Crown Derby pour réaliser ses figurines. Elle faisait également sous-traiter le plus gros de la fabrication des horloges par des artisans qualifiés, et ne faisait que superviser et effectuer les derniers réglages avant la vente.